# Tinzenhorn – Zügenschlucht bei Monstein
Tinzenhorn – Zügenschlucht bei Monstein ist der Titel eines Gemäldes des expressionistischen Malers Ernst Ludwig Kirchner aus den Jahren 1919/20, das das Tinzenhorn und die Zügenschlucht bei der Ortschaft Monstein in der Landschaft Davos darstellt. Dieses Bild entstand ab August 1919 auf der Stafelalp und in seinem Atelier im Haus in den Lärchen unterhalb der Chummeralp. Das Gemälde gehört heute zum Bestand des Kirchner Museum Davos. Es hat die Nummer 578 im Werkverzeichnis von Donald E. Gordon.

## Hintergrund und Geschichte

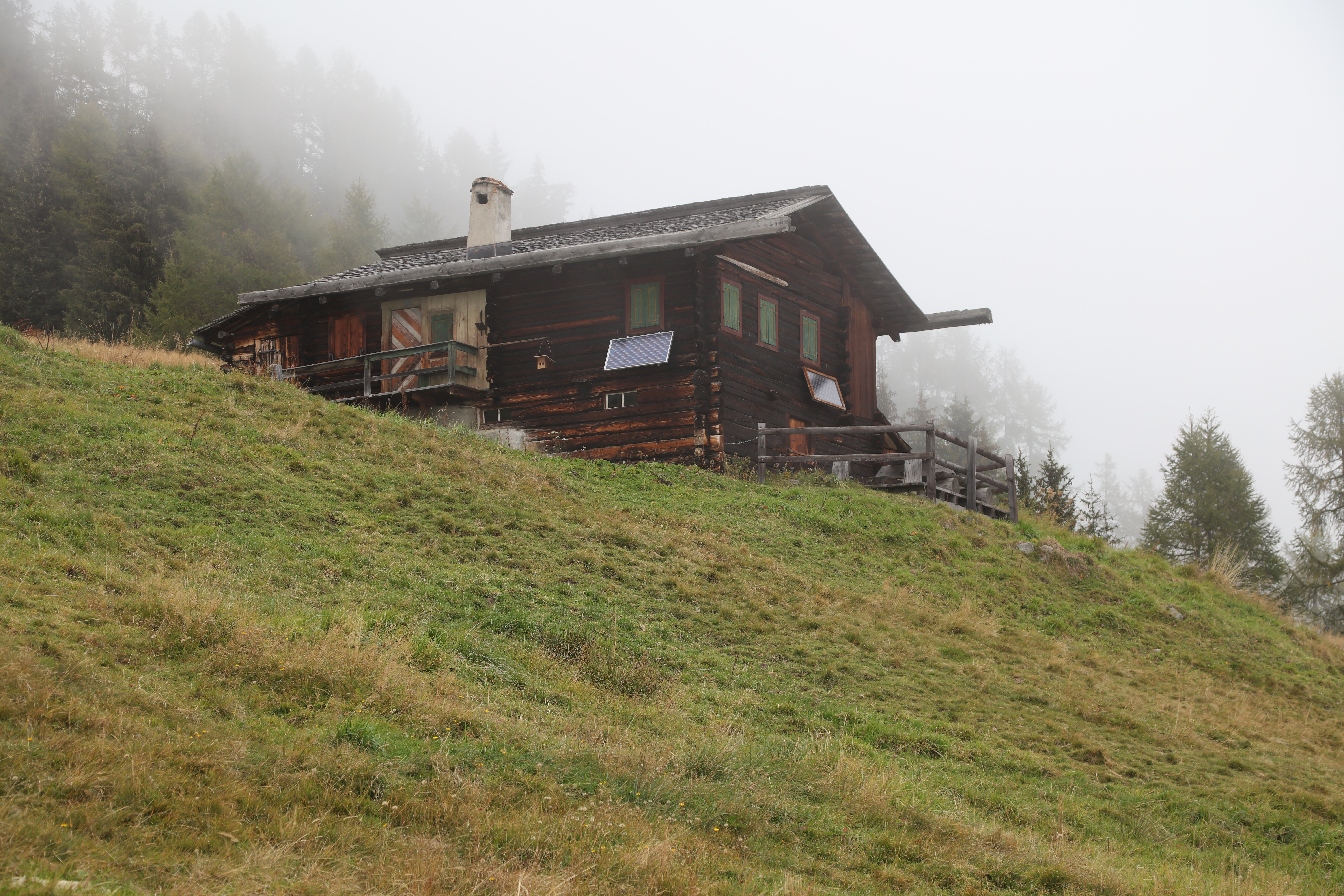
Das von Kirchner 1919 bewohnte Haus auf der Stafelalp

Nachdem sich Kirchner ab 1917 mit Unterbrüchen in Davos aufgehalten bzw. niedergelassen hatte, malte und zeichnete er, was er in der Umgebung sah und erlebte. Das Tinzenhorn, das die Landschaft gegen Süden markant abschließt, steht oft im Mittelpunkt seiner Landschaftsbilder. Kirchner hielt sich im August 1919 auf der Stafelalp oberhalb Davos Frauenkirch auf. Am 10. August 1919 notiert Kirchner in sein Tagebuch: «Ich träume ein Tinzenbild, im Abendrot, nur der Berg blau gegen blau, ganz einfach. Zeichnungen sind viele da dafür.» Bereits vier Tage später erwähnt er das Bild: «Tinzen versucht auf 120:120. Composition gelungen, Farbe und Form ganz verwachsen. Will morgen noch daran gehen.» Das Bild entstand also in relativ kurzer Zeit und dürfte anschließend im Atelier – sei es auf der Stafelalp, die als Sommersitz genutzt wurde, oder im Haus zu den Lärchen im Talboden – fertig gestellt worden sein.

## Beschreibung und Deutung
Das Bild ist eine Ölmalerei auf Leinwand im Format 119 × 119 cm. Auf der Rückseite ist je ein Etikett des Hauses der Kunst München 1962 auf dem Keilrahmen, eines mit der Nummer «K 41» auf dem Keilrahmenkreuz, sowie auf dem Rückkarton eines der National-Galerie Berlin 1979 angebracht.
Kircher malte wohl fast ausschließlich in seinem jeweiligen Atelier. Wie in seinem Tagebuch erwähnt und auch von Zeitgenossen bezeugt, zeichnete er, wo er auch immer war, viele Skizzen, die er später als Grundlage für seine Bilder nutzte. In diesem Bild geht der Blick in Richtung Süd-Südwest zum Tinzenhorn. Der Ausschnitt, das Aussehen, die Größe und die Positionierung des Tinzenhornes sind gegenüber dem realen Ausblick betont, beziehungsweise mit anderen Perspektiven auf die Zügenschlucht kombiniert. Als einziges von Menschenhand erschaffenes Werk ist die reformierte Kirche St. Peter von Monstein, ebenfalls in ihrer Größe betont, da vor Ort fast nicht sichtbar ins Bild aufgenommen. Kirchner gestaltete hier eine «erhabene Schau des Gipfels», den er später als Wahrzeichen der Gegend in Davos und der Gebirgswelt im Allgemeinen in zahlreichen weiteren Werken, seien es Gemälde, Holzschnitte oder Lithographien aufnimmt. In diesem Bild hat das Tinzenhorn seinen zentralen und wohl spektakulärsten Auftritt in den Bildern von Kirchner, findet sich jedoch davor schon in anderen Werken und unzähligen Skizzen wieder. Es zeigt eine idealisierte Bergwelt mit intensiven Farben und Lichteffekten, die aber natürlichen Erfahrungen von Betrachtern vor Ort sehr nahekommen.

## Provenienz und Ausstellungen
Das Bild kam nach seiner Fertigstellung in die Kunsthandlung Schames, Frankfurt, zum Verkauf. Kurz danach befand es sich im Besitz von Willy Hahn, Berlin (um 1920). Von 1929 bis 1937 war es in der Sammlung des Museums Wiesbaden. Mutmaßlich auf Grund der Einstufung als Entartete Kunst wurde es aus der Sammlung genommen und um 1939 der Galerie Ferdinand Moeller, Berlin, zur Verwertung übertragen bzw. wurde von dieser erworben. Später befand es sich in einer Privatsammlung in Köln und wurde schließlich von Lea Steegmann-Morosani, Davos, erworben und 1991 dem Kirchner Museum geschenkt.
Das Bild wurde nach dem Zweiten Weltkrieg in folgenden Ausstellungen gezeigt:
- 1951 in Köln, Galerie Ferdinand Moeller «Eröffnungs-Ausstellung: Die alten Meister der modernen Kunst in Deutschland I», Kat.-Nr. 21
- 1953 in Luzern, Kunstmuseum «Deutsche Kunst. Meisterwerke des 20. Jahrhunderts», Kat.-Nr. 50, Farbtafel
- 1960 in Düsseldorf, Kunstverein für die Rheinlande und Westfalen «Ernst Ludwig Kirchner», Kat.-Nr. 67, Farbtafel
- 1962 in München, Haus der Kunst «Entartet Kunst. Bildersturm vor 25 Jahren», Kat.-Nr. 69
- 1988/89 in Davos, Kirchner Museum, Kat.-Nr. 39, Farbtafel
- 2003/04 in Basel, Kunstmuseum Basel, Kat.-Nr. 23, Farbtafel

## Galerie
Das Tinzenhorn in weiteren Werken von Kirchner:

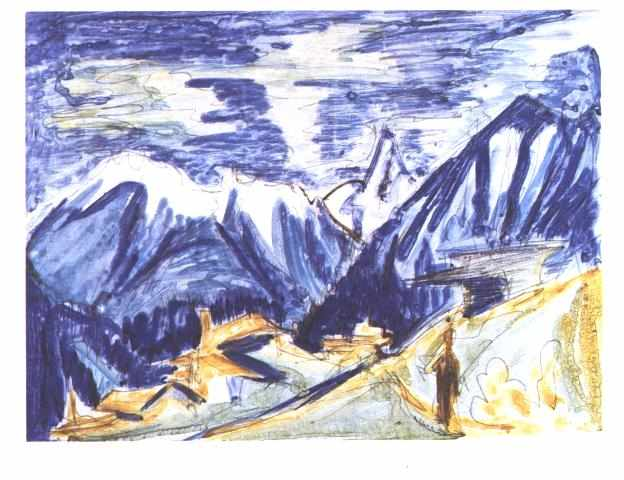
«Stafelalp im Herbst» 1919/20
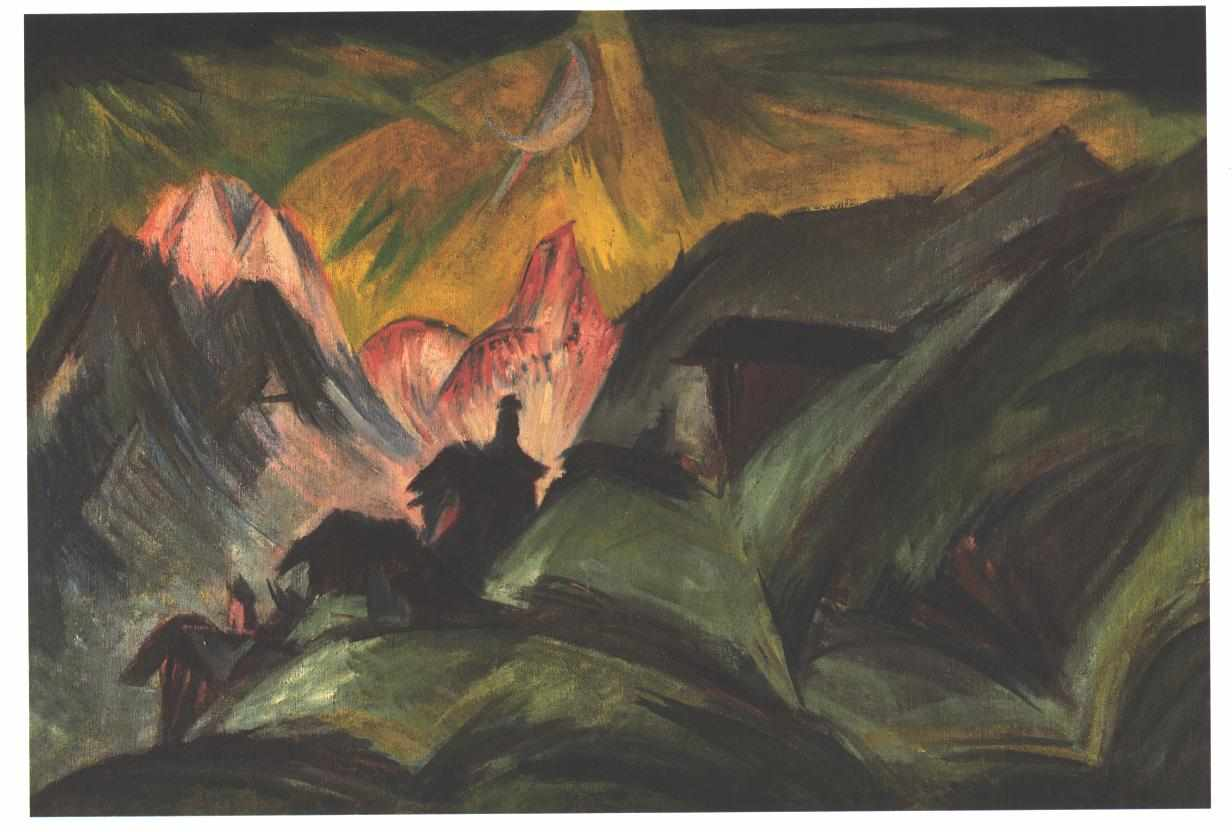
«Stafelalp im Mondschein» 1919
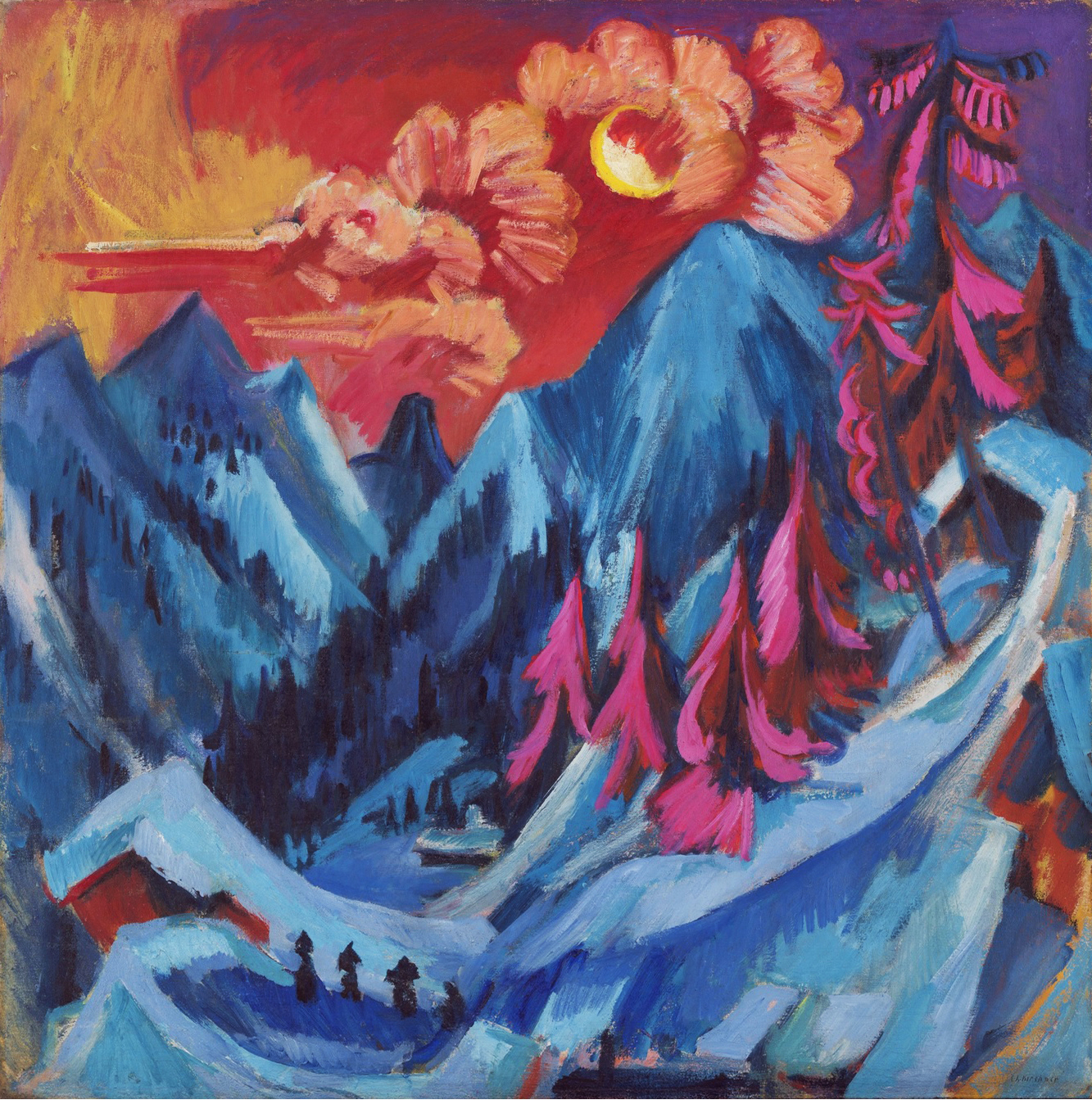
«Wintermondlandschaft» 1919
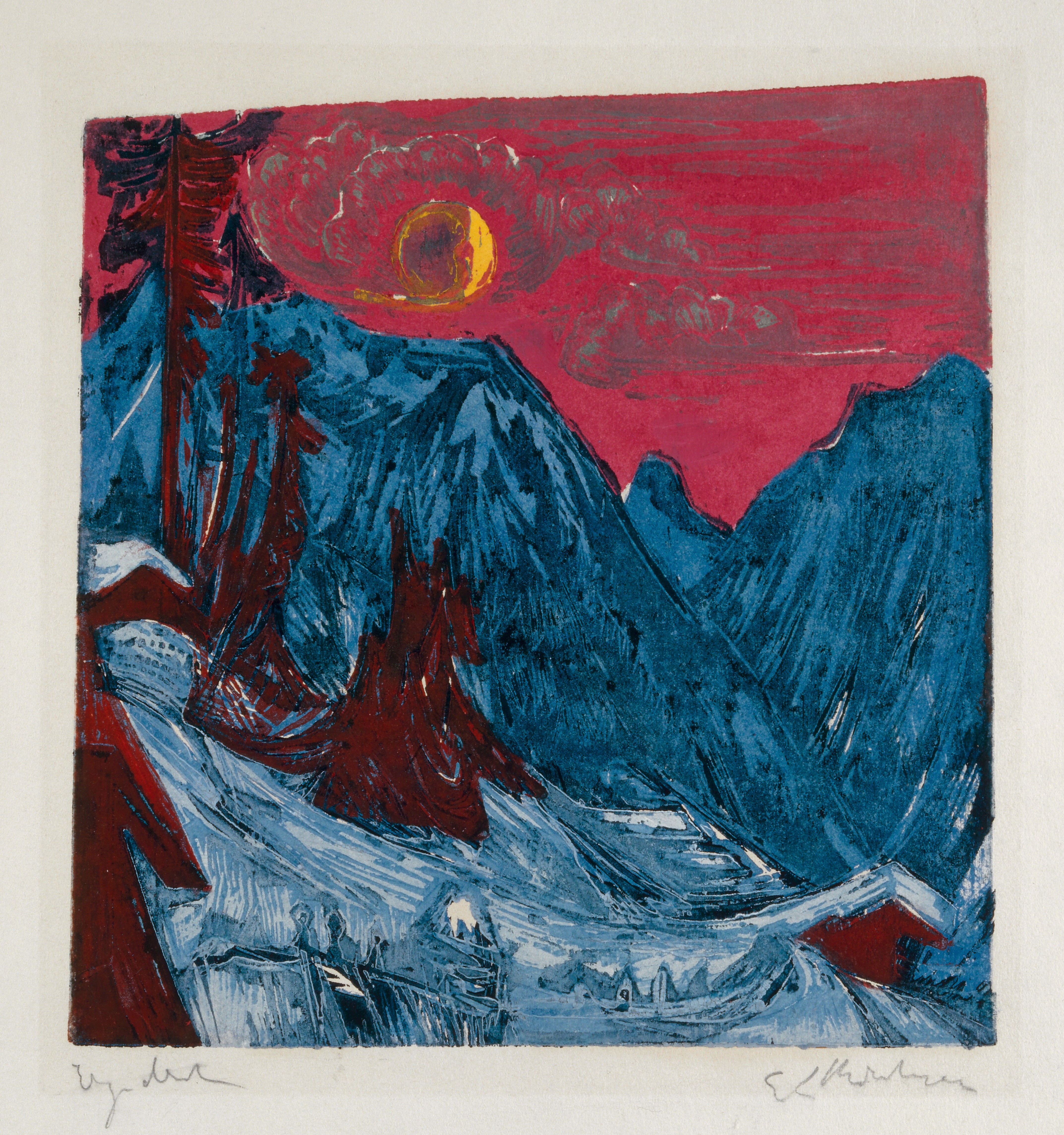
«Wintermondnacht» 1919